# Палисејд (Колорадо)
Палисејд (енгл. Palisade) град је у америчкој савезној држави Колорадо.

## Демографија
По попису из 2010. године број становника је 2.692, што је 113 (4,4%) становника више него 2000. године.
| Група             | 2000.         | 2010.         |
| Белци             | 2.324 (90,1%) | 2.317 (86,1%) |
| Афроамериканци    | 5 (0,2%)      | 8 (0,3%)      |
| Азијати           | 13 (0,5%)     | 23 (0,9%)     |
| Хиспаноамериканци | 161 (6,2%)    | 282 (10,5%)   |
| Укупно            | 2.579         | 2.692         |